# Аполлоній Тіанський
Аполлоній Тіанський (Ἀπολλώνιος ὁ Τυανεύς; 1 рік н. е. — 98 рік н. е.) — філософ-неопіфагорієць. Збереглися 97 листів, приписувані Аполлонію.

## Біографічні відомомсті
За життєписом Філострата, Аполлоній народився в заможній родині в каппадокійському місті Тіан. Рано захопившись філософією й аскезою, він провів свою юність при храмі Асклепія в місті Еги, пройшов п'ятирічне випробування мовчанням і все своє подальше життя до глибокої старості провів у мандрах. Спадок, що залишився після смерті батьків, він віддав своїм братам.
У мандрах він пройшов усю Малу Азію і спробував потрапити навіть до Індії, щоб ознайомитися з вченням брамінів. Скрізь він виступав як проповідник-мораліст і запевняв, що може передбачати майбутнє та творити чудеса. Хоча Нерон вигнав із Рима всіх магів і чарівників, Аполлоній вирушив туди, але згодом був змушений залишити місто. Відвідавши Іспанію, після смерті Нерона він попрямував через Італію до Греції і звідти в Римський Єгипет, де Веспасіан, який готувався захопити владу, скористався його впливом і популярністю; нарешті, він відвідав ще й Ефіопію.
Повернувшись з Єгипту, він знайшов милостивий прийом також і в Тита. За Доміціана був звинувачений в організації в Єгипті заколоту на користь Нерви, він був поміщений у в'язницю, постав добровільно перед судом і був виправданий. Об'їхавши ще раз Грецію, Аполлоній оселився в Ефесі, де заснував Піфагорійську школу, і помер у віці 75-80 років, відмовившись від запрошення Нерви приїхати до Риму.